# Liste de séismes au Mexique
Pour un article plus général, voir Listes de séismes.

Carte des tremblements de terre au Mexique de 1990 à 2017

Voici une liste de séismes au Mexique. 

## Liste
| image | nom                                        | date              | lieu                | géolocalisation               |
| ----- | ------------------------------------------ | ----------------- | ------------------- | ----------------------------- |
|       | Séisme de 1816 à Colima                    | 1816              | Colima              |                               |
|       | Séisme de 1892 à Laguna Salada             | 1892              | Californie          | 32° 44′ N, 115° 30′ O         |
|       | Séisme de 1909 à Guerrero                  | 30 juillet 1909   | Guerrero            |                               |
|       | Séisme de 1911 à Michoacán                 | 7 juin 1911       | Michoacán           | 17° 30′ N, 102° 30′ O         |
|       | Séisme de 1911 à Guerrero                  | 16 décembre 1911  | Guerrero            | 17° 00′ N, 100° 30′ O         |
|       | Séisme de 1931 à Oaxaca                    | 15 janvier 1931   | Oaxaca              | 16° 06′ N, 96° 48′ O          |
|       | Séisme de 1932 à Jalisco                   | 3 juin 1932       | Jalisco             | 19° 30′ N, 104° 15′ O         |
|       | Séisme de 1941 à Colima                    | 15 avril 1941     | Colima              | 18° 51′ N, 102° 56′ O         |
|       | Séisme de 1985 à Mexico                    | 19 septembre 1985 | Mexico              | 18° 11′ N, 102° 32′ O         |
|       | Séisme de 1995 au Chiapas (en)             | 20 octobre 1995   | Tuxtla Gutiérrez    |                               |
| ☢     | Séisme de 2010 en Basse-Californie         | 4 Avril 2010      | Mexicali            | 32° 08′ nord, 115° 18′ ouest☢ |
|       | Séisme de 2011 à Veracruz                  | 7 avril 2011      | Veracruz            | 17° 55′ 00″ N, 98° 34′ 00″ O  |
|       | Séisme de 2011 à Zumpango                  | 10 décembre 2011  |                     | 18° 02′ 17″ N, 99° 47′ 46″ O  |
|       | Séisme de 2012 à Guerrero–Oaxaca           | 20 mars 2012      |                     | 16° 39′ 43″ N, 98° 11′ 17″ O  |
|       | Séisme de 2012 à Michoacán                 | 11 avril 2012     |                     | 17° 57′ 00″ N, 102° 11′ 00″ O |
|       | Séisme de 2012 dans le Golfe de Californie | 12 avril 2012     | Golfe de Californie | 29° 19′ 00″ N, 113° 14′ 00″ O |
|       | Séisme de 2017 au Chiapas                  | 7 septembre 2017  | Chiapas             | 14° 53′ 56″ N, 94° 01′ 37″ O  |
|       | Séisme de 2017 dans l'état de Puebla       | 19 septembre 2017 | Puebla              | 18° 35′ 02″ N, 98° 23′ 56″ O  |